# جون إيكمان ستيوارت
جون إيكمان ستيوارت (بالإنجليزية: John Aikman Stewart)‏ هو مصرفي وشخصية أعمال أمريكي، ولد في 26 أغسطس 1822 في نيويورك في الولايات المتحدة، وتوفي في 18 ديسمبر 1926 في مانهاتن في الولايات المتحدة.